# Cypress Hill (album)
Albums de Cypress Hill
Something for the Blunted
(1992)
Singles
1. The Phuncky Feel One
Sortie : 11 juillet 1991
2. Hand on the Pump
Sortie : 1991
3. Latin Lingo
Sortie : 1991

Cypress Hill est le premier album studio de Cypress Hill, sorti le 13 août 1991.
Il a été entièrement produit par le DJ du groupe, DJ Muggs.
Il s'est classé 4e au Top R&B/Hip-Hop Albums, 5e au Heatseekers et 31e au Billboard 200.
En 1998, le magazine The Source l'a sélectionné parmi ses « 100 meilleurs albums de rap » (100 Best Rap Albums), Rolling Stone l'a classé parmi les « enregistrements essentiels des années 90 » (Essential Recordings of the 90's) et Spin l'a rangé à la 57e place des « 90 plus grands albums des années 90 » (90 Greatest Albums of the '90s).
En 2006, il a été inclus dans la liste des Les 1001 albums qu'il faut avoir écoutés dans sa vie.

## Liste des titres
| No  | Titre                         | Contient un (des) sample(s) de | Durée |
| --- | ----------------------------- | --- | ----- |
| 1.  | Pigs                          | Ali Funky Thing de Chuck Cornish | 2:50  |
| 2.  | How I Could Just Kill a Man   | Reading the Comics - July, 1945 de Fiorello LaGuardia Are You Experienced? de Jimi Hendrix Tramp de Lowell Fulsom Midnight Theme de Manzel Institutionalized de Suicidal Tendencies Come on In de The Music Machine | 4:08  |
| 3.  | Hand on the Pump              | Duke of Earl de Gene Chandler Shotgun de Jr. Walker & the All Stars Cold Feet d'Albert King Rammellzee and Shock Dell at the Amphitheatre de Rammelzee and Shock Dell featuring Grand Mixer DST In the Middle de James Brown He Ain't Give You None de Freddie Scott | 4:03  |
| 4.  | Hole in the Head              | The Bird de Jimmy McGriff | 3:33  |
| 5.  | Ultraviolet Dreams            | | 0:41  |
| 6.  | Light Another                 | Good Times de Kool & The Gang | 3:17  |
| 7.  | The Phuncky Feel One          | | 3:28  |
| 8.  | Break It Up                   | Compared to What de Les McCann et Eddie Harris Military Cut - Scratch Mix de DJ Grand Wizard Theodore et Kevie Kev Rockwell | 1:07  |
| 9.  | Real Estate                   | Underdog de Sly & the Family Stone Copy Kat des Bar-Kays Humpin' des Bar-Kays Sexy Coffee Pot de Tony Alvon & the Belairs Cramp Your Style d'All the People featuring Robert Moore The Fuz and Da Boog de Fuzzy Haskins | 3:45  |
| 10. | Stoned Is The Way of the Walk | Down Here on the Ground de Grant Green Get Out of My Life, Woman de Bill Cosby Easter Parade d'Ingrid | 2:46  |
| 11. | Psycobetabuckdown             | Foxy Lady de Willie Hutch Aqua Boogie (A Psychoalphadiscobetabioaquadoloop) de Parliament | 2:59  |
| 12. | Something for the Blunted     | Future Shock de Curtis Mayfield Smokin Cheeba-Cheeba du Harlem Underground Band | 1:15  |
| 13. | Latin Lingo                   | Mongoose d'Elephant's Memory A Gritty Nitty des Pazant Brothers and The Beaufort Express Funky Music Sho Nuff Turns Me On d'Edwin Starr | 3:58  |
| 14. | The Funky Cypress Hill Shit   | You Are My Sunshine d'Aretha Franklin Fencewalk de Mandrill The New Dance Craze des Five Stairsteps and Cubie Hector des Village Callers Humpin' des Bar-Kays Copy Kat des Bar-Kays Hobo Scratch de Malcolm McLaren & The World's Famous Supreme Team Get Up, Get Into It, Get Involved de James Brown Richard Pryor Dialogue de Richard Pryor Rock the House des B-Boys | 4:01  |
| 15. | Tres Equis                    | | 1:54  |
| 16. | Born to Get Busy              | Boot-Leg de Booker T. and the M.G.'s Dr. Feelgood d'Aretha Franklin History of Marijuana de Jack Margolis Stoned Is the Way of the Walk de Cypress Hill | 3:00  |